# USS Kitty Hawk (CV-63)
Pour les autres navires du même nom, voir USS Kitty Hawk.
L’USS Kitty Hawk (CV-63) est entré en service le 29 avril 1961 ; il était le plus ancien des porte-avions de l'US Navy lors de son retrait du service fin janvier 2009.
Il a donné son nom à la classe Kitty Hawk (USS Kitty Hawk (CV-63), USS Constellation, USS America) dont il est le dernier représentant. C'est sur une plage de Kitty Hawk, ville de Caroline du Nord, qu'eut lieu en 1903 le premier vol du Flyer, l'avion des frères Wright.

## Historique

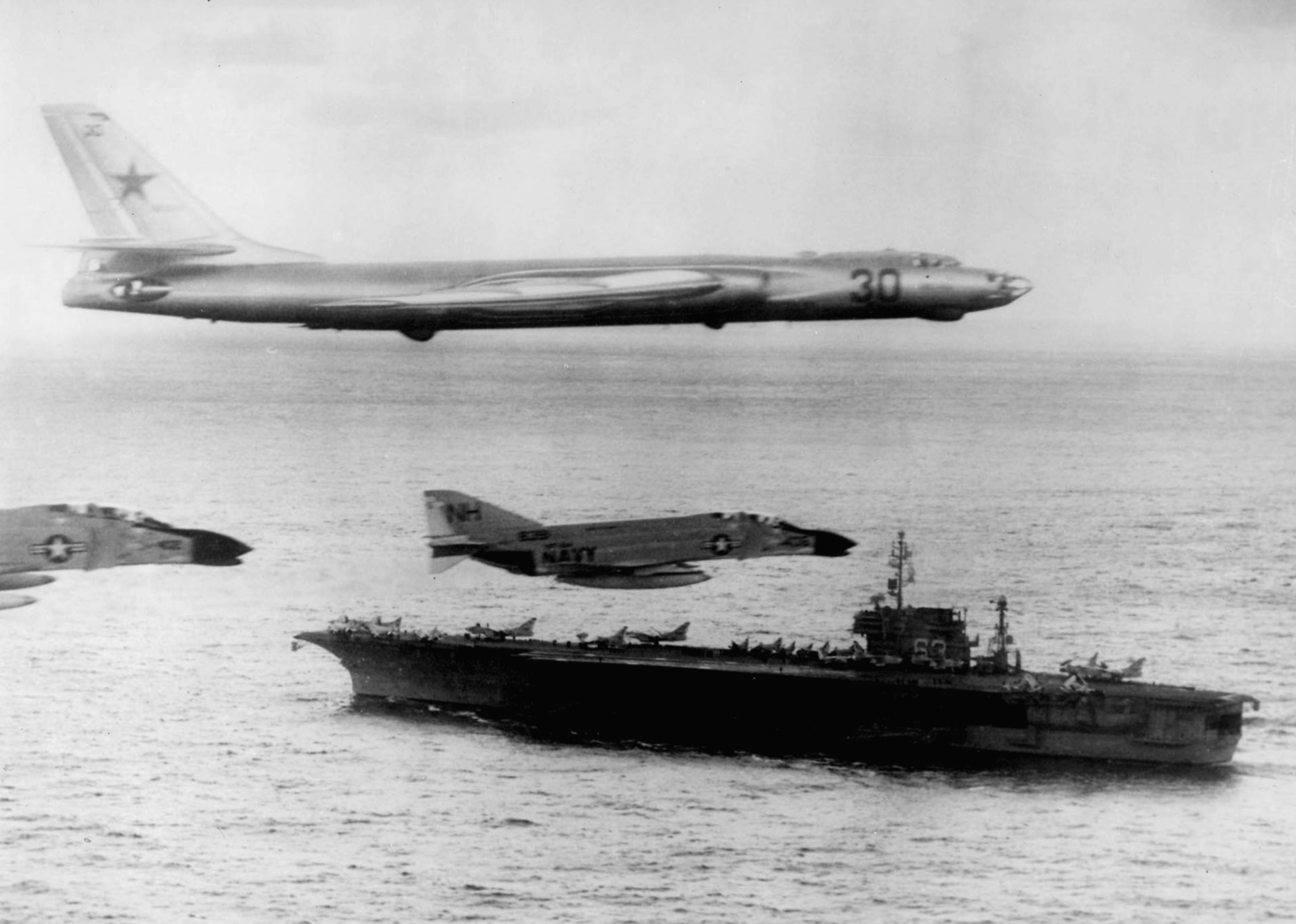
Le CVA-63 survolé par un Tu-16 soviétique en janvier 1963, lui-même entouré de McDonnell Douglas F-4 Phantom II.

C'est le deuxième navire à porter le nom du lieu où a eu lieu le premier vol d'Orville et Wilbur Wright. Lors de son entrée en service, son code était CVA-63 qui sera changé lors de la conversion de porte-avions d'attaque à porte-avions multi-missions. Son coût est estimé à environ 264 ou 400 millions de dollars en 1961.

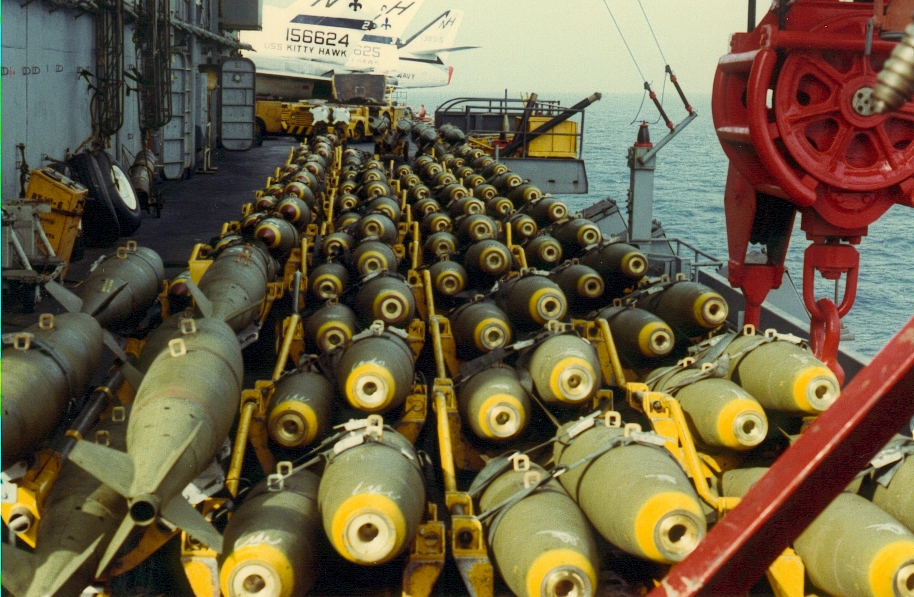
Stock de bombes Mark 82 de 227 kg lors d'un déploiement entre 1970 et 1971.

Son premier port d'attache est la base navale de San Diego à partir de 1960. De 1963 à 1978, il participa à 8 longs déploiements dont 6 pour le soutien des forces engagées dans la guerre du Viêt Nam.
En mars 1976, il est modernisé (facture de 100 millions de dollars américain) et ses missiles surface-air RIM-2 Terrier sont remplacés par des Sea Sparrow.
Le 21 mars 1984, le sous-marin soviétique K-314 de classe Victor entre en collision avec le USS Kitty Hawk (CV-63) en mer du Japon. Aucun des deux navires n'a été considérablement endommagé.
Afin que ne se répètent pas des désastres atomiques comme à Hiroshima et Nagasaki, l'arme nucléaire est interdite sur l'ensemble du territoire nippon. C'est pourquoi celui qui fut à la fin de sa carrière l'unique porte-avions à propulsion conventionnelle américain fut basé au Japon dans le cadre de la Septième flotte américaine à partir du 11 août 1998.
Ceci perdurera jusqu'au 25 septembre 2008, lors de l'arrivée dans la base navale de Yokosuka, après négociations, de l’USS George Washington à propulsion nucléaire pour remplacer le Kitty Hawk qui est retiré du service actif le 31 janvier 2009.
Son dernier port d'attache est Puget Sound Naval Shipyard and Intermediate Maintenance Facility à Bremerton (Washington), pour son démantèlement.
En 2021, l'US Navy vend le porte-avion pour un centime à la société International Shipbreaking Limited (ISL), une entreprise de démolition de navires. Le 15 janvier 2022, il quitte la base navale de Kitsap en étant remorqué pour un voyage d'environ 130 jours pour une installation de démolition de navires à Brownsville (Texas).